# 勵德邨道

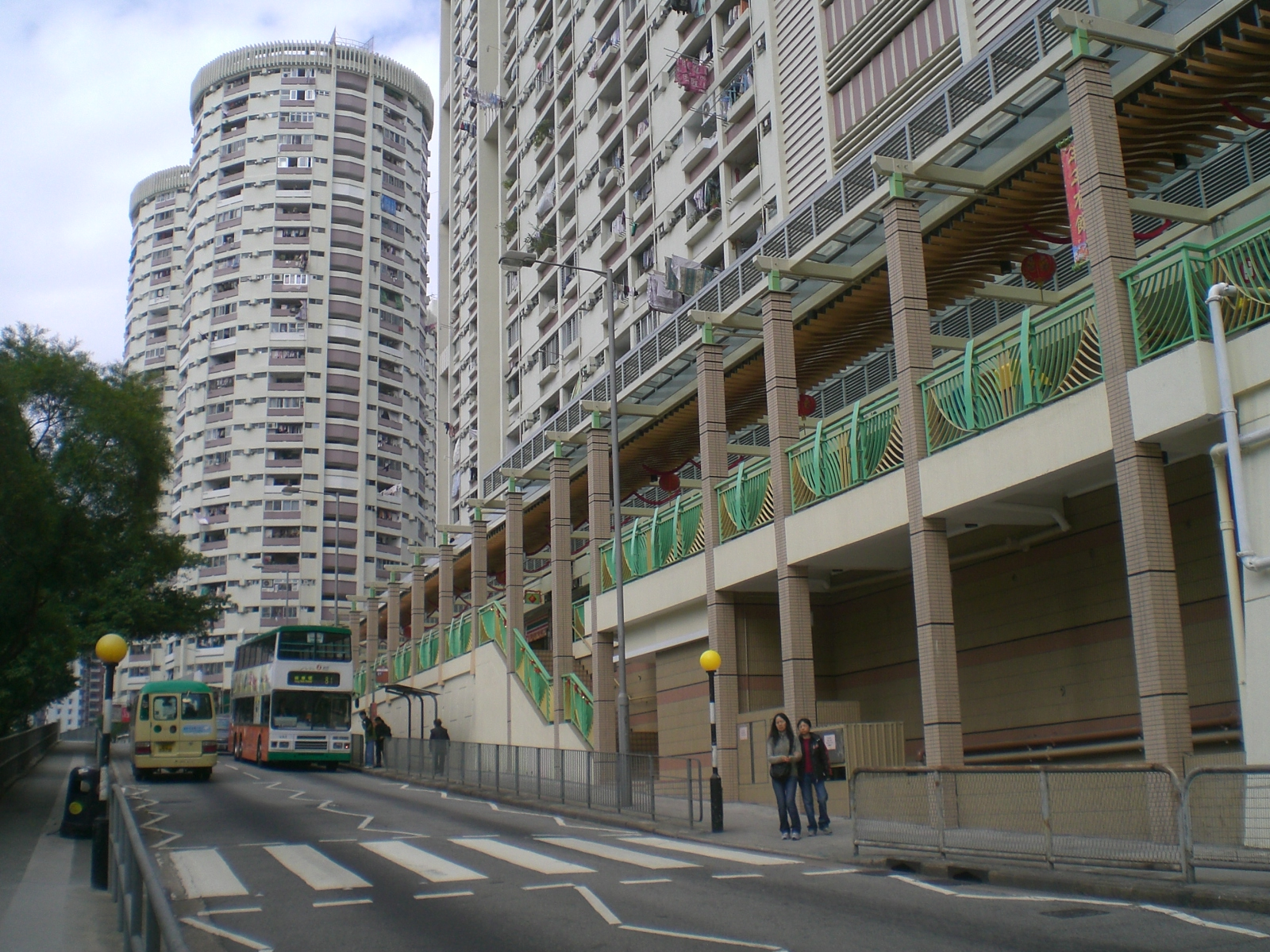
勵德邨道

勵德邨道（英語：Lai Tak Tsuen Road）位於港島大坑的一條街道。南由大坑道、福群道及利群道開始，北迄怡景道及勵德邨巴士總站入口交界。迴旋處以西的大坑道9A號，是香港佛教真言宗女居士林所在地，對開公車站旁邊有一條命名光明臺的樓梯，通往山下浣紗街雍藝軒、浣紗街遊樂場等地。
全長約350米的勵德邨道，乃單線雙程南北行道路。以附近的勵德邨命名，該邨現時約有8000人居住，約40%是60歲以上的長者居民，最多居民使用蓮花宮東街至勵德邨道的樓梯往返港鐵站。

## 歷史
香港房屋協會於1969年1月公佈，將虎豹別墅的馬山寮屋區清拆，興建廉租屋邨，擬於1972年完工。然而，地盤平整工程受阻，加上建築期間發生山泥傾瀉，令全數8幢樓宇竣工時間延遲了5年。
勵德邨的名字，是表揚自1953年起擔任房屋協會執行委員會委員的前工務司鄔勵德。首座樓宇「邨榮樓」在1975年入伙，中巴23A線於8月11日由摩頓臺延長至新落成的屋邨。第二期的「勵潔樓」和「德全樓」於1976年初相繼落成，中巴在5月3日開辦全新路線，以配合人口增長。

### 勵德邨巴士總站
早年往返勵德邨的巴士路線悉數停泊在勵德邨道兩旁，巴士到達北行綫落客後，向前駛至勵德邨道近怡景道交界掉頭，再駛往南行綫上客站載客。由於勵德邨道路面狹窄，車長需倒車才可掉頭。
1983年1月20日，一輛23A線巴士倒車時，失控撞毀路旁護欄後跌落百米高山崖。這宗交通意外轟動全邨，居民多番要求政府盡早興建永久巴士總站，保障乘客安全。
政府遂在1986年選址屋邨西面崖邊，即往日巴士掉頭處附近興建平行月台巴士總站，於1989年4月28日啟用。